# ナースコール (1993年の映画)
『ナースコール』は、1993年公開の日本映画。主演は薬師丸ひろ子、監督は『ロックよ、静かに流れよ』の長崎俊一、脚本は信本敬子、中央医科大学付属病院という架空の大学病院の整形外科病棟の医師と看護師たちの人間模様を描く。

## あらすじ
都内の大学病院で勤務する五十嵐梢（薬師丸ひろ子）は看護学校出身の看護士歴六年目、職場では婦長や主任をアシストして若い看護師をリードする中堅的存在であるが、仕事に対してのマンネリを感じて始めていた。同じ部署に勤める3年目の山崎夏美（松下由樹）は意欲的に仕事に取り組んでいる。そこにプロサッカー選手を目指す大学生の柴田雄一（渡部篤郎）が骨折で入院してくる。担当の新人ドクターの田口誠人（大鶴義丹）はレントゲン写真から見落としそうになるが、医局長の大岩教授（江守徹）の指摘により雄一の膝の骨に腫瘍を発見する。最悪の場合、膝から下の切断もありうるという大岩教授の説明に雄一と母親は激しく動揺する。化学療法を始めた雄一は、心のもやもやを担当の山崎ら看護師たちにぶつける。看護師たちが途方に暮れる中、五十嵐は山崎の心を開き、雄一も前向きに治療に取り組み始める。しかし、雄一の件で自信を無くした山崎は退職を決意。ふとした行き違いから再び心を閉ざし、騒ぎを起こした雄一に五十嵐も心傷つき、退職を申し出る。そんな中、大岩教授の主催する元癌患者たちのサッカーの試合が行われ、そこに雄一もやってくる。

## キャスト
- 薬師丸ひろ子（五十嵐梢）
- 松下由樹（山崎夏美）
- 大鶴義丹（田口誠人）
- 渡部篤郎（柴田雄一）
- 中島ひろ子（北野恵理）
- 土屋久美子（今井真澄）
- 水島かおり（浅川郁未）
- 根岸季衣（西村美奈子）
- 江波杏子（小笠原松子）
- 江守徹（大岩俊介）
- ガダルカナル・タカ（入院患者）

## スタッフ
- 監督：長崎俊一
- プロデューサー：茂庭喜徳
- 企画：丸本真澄
- 脚本：信本敬子
- 撮影：丸池納
- 照明：渡邊孝一
- 美術：小川冨美夫
- 録音：山田均
- 編集：冨田功
- 音楽：門倉聡
- 主題歌：玉置浩二「コール」（キティレコード）
- 配給：東宝株式会社

## 制作
入院中に看護師によるクリスマスのキャンドルサービスを見たプロデューサーが看護師を主人公とする企画を立て、自らも看護師として二年の勤務経験を持つ脚本家の信本敬子が書き上げたシナリオを長崎俊一が監督して映画化した。監督の長崎俊一は看護師たちから話を聞いたうえで実際の病院を取材した中でこの映画を「仕事」をめぐる映画にしたいと考えた。つまりドラマチックなエピソードよりも普段誰もがぶつかる仕事に対する気持ちを看護師の日常をとおして描こうとした。
撮影で使用する病院はロケハンを行ったが、条件にあう場所が見つからず、調布の大映スタジオ内にナースステーションなど病院のセットが作られた。冒頭の戴帽式の場面はセットでなく、横浜のミッションスクールの講堂を借りて撮影されている。
看護師役の一部と雄一役の渡部篤郎はオーディションで選ばれた。薬師丸ひろ子はじめ、看護師役のスタッフ全員が都内の看護短大で4日間にわたって看護技術の講習を受け、リアルな演技を実現した。1992年6月13日にクランクインし、8月31日にクランクアップした。